# Бачево (община Цариброд)
 Тази статия е за селото в Сърбия.  За селото в България вижте Бачево.  
Ба̀чево (на сръбски: Бачево или Bačevo) е село в Западните покрайнини, община Цариброд, Пиротски окръг, Сърбия. През 2002 година населението му е 19 души, докато през 1991 година е било 38 души.